# 오키나와날여우박쥐
오키나와날여우박쥐(Pteropus loochoensis)는 큰박쥐과에 속하는 박쥐의 일종이다. 왕박쥐속에 포함되며, 일본의 토착종으로 추정된다. 이전에는 알려진 두 점의 표본이 분류학적으로 불확실하고, 잘 알려지지 않은 출처때문에 국제 자연 보전 연맹(IUCN)이 절멸종으로 간주했지만, 나중에 "정보부족종"으로 바뀌었다. 일부 저자는 오키나와날여우박쥐를 마리아나과일박쥐(Pteropus mariannus)의 이명으로 간주하기도 한다. 또 다른 학자들은 오키나와날여우박쥐를 마리아나과일박쥐의 아종으로 간주하는 반면에 또 일부는 별도의 종으로 분류한다. 두 표본은 영국 자연사 박물관에 있고, 세 번째 표본은 행방이 불확실하다. 두 표본은 동남아시아에서 발견되었다고 추정되고 있지만, 오키나와날여우박쥐의 정확한 분포 지역은 확인되지 않고 있다.